# (78394) Garossino
(78394) Garossino est un astéroïde de la ceinture principale.

## Description
(78394) Garossino est un astéroïde de la ceinture principale. Il fut découvert le 9 août 2002 à Haleakala par Andrew Lowe. Il présente une orbite caractérisée par un demi-grand axe de 2,44 UA, une excentricité de 0,09 et une inclinaison de 5,6° par rapport à l'écliptique.

## Compléments